# Richard Rankin
Richard Rankin, född Harris den 4 januari 1983 i Rutherglen, South Lanarkshire, är en skottsk skådespelare.
Rankin har bland annat medverkat i TV-serien Outlander där han spelade Roger MacKenzie, en av seriens huvudroller. Han har även medverkat i TV-serien Kommissarie Rebus där han spelade huvudkaraktären John Rebus. När han började som skådespelare började han använda sin mors flicknamn (Rankin) för att förhindra förväxling med den irländske skådespelaren Richard Harris.

## Filmografi (i urval)
- 2014 – Det blodröda fältet (TV-serie)
- 2016–2025 – Outlander (TV-serie)
- 2017 – Onda aningar (TV-serie)
- 2019 – Lita på mig (TV-serie)
- 2024 – Kommissarie Rebus (TV-serie)